# Mathias De Witte

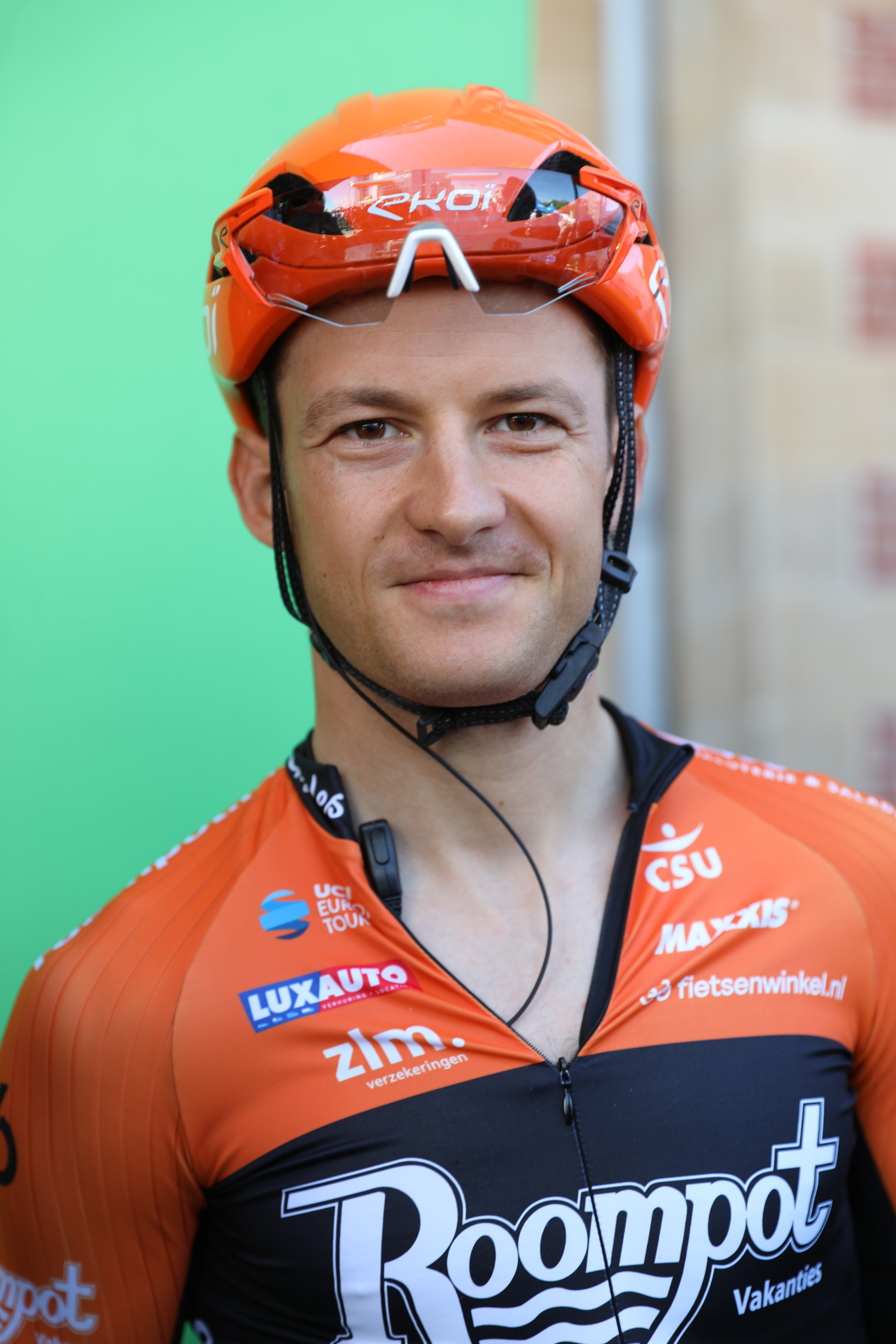
Mathias De Witte (2019)

Mathias De Witte (Brugge, 29 maart 1993) is een Belgisch wielrenner die anno 2020 rijdt voor Natura4Ever-Roubaix-Lille Métropole.

## Carrière
In 2017 werd De Witte onder meer tiende in Nokere Koerse, zesde in de Tro Bro Leon en de Ardense Pijl en achtste in de Circuit de Wallonie.

## Resultaten in voornaamste wedstrijden
|      | \| Jaar \| Parijs-Tours \| \| ---- \| ------------ \| \| 2020 \| 74e \| \| 2021 \| 47e \| |
| Jaar | Parijs-Tours                                                                              |
| 2020 | 74e                                                                                       |
| 2021 | 47e                                                                                       |

## Ploegen
- 2020: Natura4Ever-Roubaix-Lille Métropole (CT)
- 2019: Roompot-Charles (PCT)
- 2018: Vérandas Willems-Crelan (PCT)
- 2017: Cibel-Cebon (CT)